# Eruoma Awashish
Eruoma Awashish (née en 1980) est une artiste multidisciplinaire et commissaire atikamekw, issue de la communauté autochtone d'Obedjiwan en Haute-Mauricie. Elle pratique la peinture, l'installation et la performance tout en étant designer pour ses vêtements signés Awa Rebel,.

## Biographie
Eruoma Awashish naît et grandit dans la communauté d'Obedjiwan au sein d'une famille d'artistes. Issue d'un père atikamekw et d'une mère québécoise, elle est en contact avec ces deux cultures qui sont au cœur de sa démarche artistique. Elle fait partie de la génération postpensionnat et a fait ses études dans le système scolaire québécois postcatholique. Cette nouvelle génération qui échappe aux blessures profondes occasionnées par les pensionnats autochtones est au cœur d'une résurgence et d'une réaffirmation identitaire qui se développe depuis quelques années.
Eruoma participe activement à différentes luttes altermondialistes environnementales comme le Mouvement Idle No More (« Jamais plus l'inaction »), mouvement créé par des femmes issues des Premières Nations, et mené au Québec par les militantes Widia Larivière et Melissa Mollen Dupuis. Elle réactualise et enrichit aussi plusieurs traditions qui avaient peu à peu disparu ou qui avaient été réprimées par les lois américaines et canadiennes, comme la danse traditionnelle de pow-wow qu'elle pratique.
Elle réside maintenant dans la communauté innue de Mashteuiatsh, près du lac Piekuakami (lac Saint-Jean), au Saguenay–Lac-Saint-Jean, où elle occupe le poste de commissaire d'exposition au musée amérindien de Mashteuiatsh depuis 2017.

## Formation et carrière
Elle est détentrice d'un baccalauréat en art interdisciplinaire de l'Université de Québec à Chicoutimi. Depuis, elle enchaine les projets artistiques partout au Québec. Dans les dernières années, elle participe entre autres au festival interculturel de poésie et d’art performance Os brûlé en tant que commissaire invitée, à la Biennale d'art contemporain autochtone (BACA) et est primée lors du gala de Tourisme autochtone en 2015. Awashish s'implique par son travail à faire résonner ses valeurs et celles de sa communauté. Elle prend part à des projets importants comme l'exposition La Loi sur les Indiens revisitée, produite par le musée Huron-Wendat en 2009 et présentée à Montréal au musée McCord en 2011, où elle expose son œuvre Scapulomancie (2009). Dans cette exposition, qui se voulait une réponse à la loi éponyme datant de 1876 et conférant au gouvernement canadien le droit de légiférer sur les Autochtones et le territoire leur étant accordé, chaque artiste pouvait créer en réaction à un article choisi de cette loi.  
Elle continue aujourd'hui de créer tout en occupant ses fonctions de commissaire au musée amérindien de Mashteuiatsh. Elle expose d'ailleurs à l'hiver 2017-2018 un projet réalisé de pair avec les artistes Meky Ottawa et Jani Bellefleur-Kaltush présenté par l'Office national du film du Canada (Onf) et le Musée des beaux-arts de Montréal: l'installation immersive Kushapetshekan / Kosapitcikan- épier l'autre monde. 

## Médiums - techniques
Eruoma Awashish utilise plusieurs médiums dans son travail. Elle s'inspire beaucoup de l'art byzantin et religieux en amalgamant cette tradition artistique consacrée des beaux-arts à plusieurs matériaux organiques, principalement issus de la faune américaine, et de matière plus industrielle. On retrouve ainsi la feuille d'or dans la majorité de son travail, la peinture à l'huile avec une récurrence du rouge, du noir et du jaune, mais aussi des animaux naturalisés, en entier ou en partie, en plus des ossements comme des crânes de bisons,.
Dans plusieurs de ses œuvres, on remarque la présence d'oiseaux comme des ailes d'oies ou des corneilles entières, notamment dans son œuvre présentée au symposium d'art contemporain de Baie-Saint-Paul en 2014, Kakekew- le messager. Les dispositifs d'éclairage choisis pour ses installations viennent ajouter du mouvement et de la profondeur aux animaux fixes et rigides qu'elle expose.
Ainsi, les éléments de la nature qu'elle récupère de son environnement quotidien prennent un certain sens animiste ou anthropomorphe lorsqu'elle les met en scène. L'artiste utilise l'animal pour venir lui témoigner son respect, pour qu'il regagne son sens sacré et digne,. En amalgamant ces différentes techniques, l'artiste présente au cœur de son travail un syncrétisme culturel et artistique impressionnant et poignant.

## Thématiques
Son travail s'inspire de sa double identité. Elle vient créer des ponts et instaure un espace de dialogue entre les cultures québécoise et atikamekw et pose ainsi un discours sur le métissage et la métamorphose,. S’ajoute à la liste des contrastes présents dans son œuvre, le mode de vie ancestral/contemporain. L’artiste s’intéresse aux phénomènes d’hybridation de la culture autochtone, associée davantage à la culture récente que traditionnelle.

Si elle choisit parfois de montrer les souffrances auxquelles son peuple fait face depuis la colonisation, son approche reste optimiste puisqu'elle y voit la possibilité de transformation, de guérison. C'est dans ce sens qu'elle explique : 

« Une culture qui survit au fil des siècles, c’est une culture qui s’adapte et évolue. La culture des Premières Nations est une culture forte, car elle ne s’est jamais laissée complètement absorber par la culture dominante, et ce malgré les tentatives d’assimilation, notre culture subsiste et évolue. Elle se métamorphose… »

## Expositions (sélection)
- 2023 : Kakiwimowok (Ils chuchotent)[19] et Kakike Ickote (Feu éternel)[20], dans le cadre de la 10e édition du festival Passages Insolites à Québec.
- 2018 : níchiwamiskwém | nimidet | ma sœur | my sister, Biennale d’art contemporain autochtone (BACA), (Art Mûr, Montréal, Qc, Stewart Hall, Pointe-Claire, Qc)
- 2017 : Kushapetshekan/Kosapitcikan, Épier l’autre monde (Musée des beaux arts de Montréal en collaboration avec l’Office National du Film, Montréal, Qc)
- 2017 : Humanorium, L’étrange fête foraine (Parc Émilie Gamelin, Exmuro Art Public, KM, Montréal, Qc)
- 2017 : Onimskiskaw Nitehik, exposition solo, (Guilde Canadienne des Métiers d’art, Montréal, Qc)
- 2017 : Vague démographique, (Atelier Presse Papier, Trois-Rivières, Qc)
- 2016 : Laboratoire de création, résidence, projet Déranger, projet de l’Office National du Film en collaboration avec Oboro et Wapikoni Mobile, Montréal, Qc.
- 2014-2015 : Microcosme, Innovation métiers d’art, (Bas St-Laurent, QC)
- 2012-2015 : Reliques et Passages, Exposition solo,  Conseil des arts de Montréal en tournée (Centre culturel Peter B. Yeomans Galerie, Maison de la culture Rivière-des-Prairies, Montréal / Guilde Canadienne des métiers d’arts, Festival Présence Autochtone, Montréal / Le Cercle, Québec / Maison amérindienne, Mont-St-Hilaire / Musée des Abénakis, Odanak / Musée Huron-Wendat de Wendake, Wendake / Musée amérindien de Mashteuiatsh, Mashteuiatsh)
- 2014 : Nikiwin / Renaissance, (Centre d’exposition de Val d’Or, Val d’Or, Qc)
- 2014 :  Résistance, événement performatif dans le cadre de Manif 7 (Musée de la civilisation de Québec, Qc)
- 2014 : Takwakin, sans maux, événement performatif (L’œil de poisson, Québec, Qc)
- 2013 : Symposium international d’art contemporain de Baie-St-Paul, ( Baie-St-Paul, Qc)
- 2013 : Akakonhsa’ / Fabuleux Dédoublements, exposition collective, (Maison de la culture Frontenac, Montréal, Qc)
- 2011 : 11 Nations, exposition collective, (Marché Bonsecours, Montréal, Qc)
- 2011 : L’art prend l’aire, Symposium et Land art,( Centre national d’exposition, Jonquière, Qc)
- 2011-2009 : La loi sur les Indiens revisités, exposition collective, (Musée McCord, Montréal, Hôtel-musée des Premières Nations de Wendake, Wendake, Musée des Abénakis, Odanak, Musée amérindien de Mashteuiatsh, Mashteuiatsh, Qc)
- 2010 : Transe-culturation, exposition solo, (Musée des Abénakis, Odanak, Qc)
- 2009 : Gépèg souffle de résistance, Images et actes pour l’art actuel amérindien (La filature, Gatineau, Qc)
- 2007-2008 et 2014 : Os Brulé 2,3 et 6, poésies, performances et mantiques, (Chicoutimi et Musée amérindien de Mashteuiatsh, Mashteuiatsh, Qc)

## Prix
- 2015 : Prix Artiste-Artisan, Gala reconnaissance de l'entrepreneuriat touristique autochtone au Québec
- 2010 : Tcikitanaw, prix de la Revue Séquences, mention honorable, Festival Présence Autochtone